# Mering–Weilheim-vasútvonal

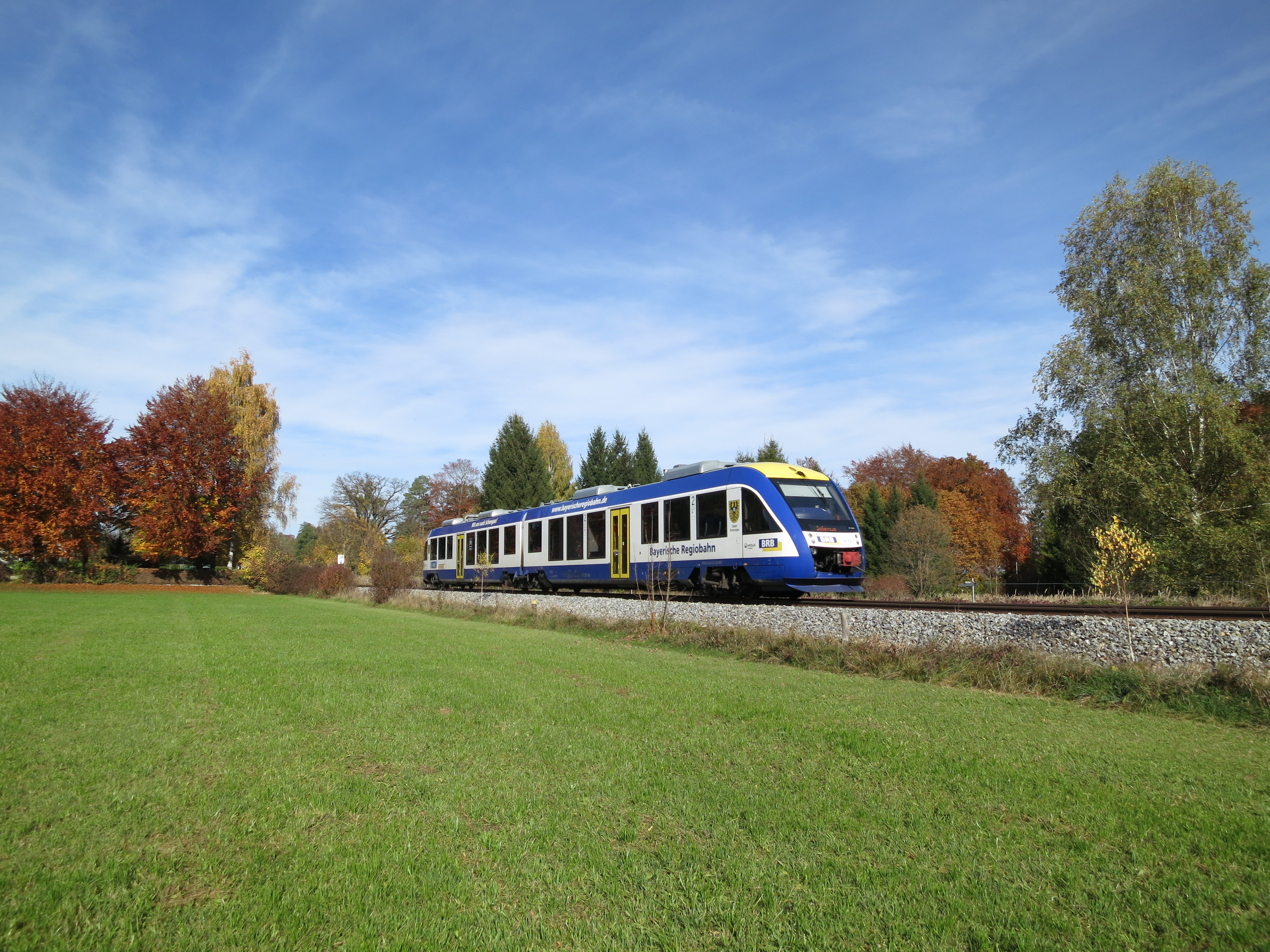
Motorvonat a vonalon

A Mering–Weilheim-vasútvonal, vagy más néven a Ammerseebahn egy normál nyomtávú, 54,6 km hosszú, részben 15 kV, 16,7 Hz-cel villamosított (Csak Mering és Geltendorf között) vasútvonal Mering és Weilheim között Németországban. Nevét az Ammersee tóról kapta.